# Grisbi
Grisbi (we francuskim slangu kasa, sejf, łup) – menadżer finansów osobistych pracujący w systemach Linux, Mac OS i Microsoft Windows. Grisbi obsługuje wiele kont i walut. Wpływy i wydatki mogą być przydzielane do kategorii, linii budżetowych, sposobów płatności, beneficjentów i lat finansowych.

## Cechy
- Graficzny interfejs użytkownika
- Obsługa wielu kont (bankowe, gotówka itp.)
- Dowolnie konfigurowalne raporty
- Zaplanowane transakcje (transakcje, które są wykonywane co pewien czas, np. co miesiąc)
- Import z formatów OFX, QIF, GnuCash, CSV
- Eksport do formatów QIF, CSV
- Obsługa wielu walut
- Kategorie i podkategorie
- Linie budżetowe

Program został przetłumaczony na kilkanaście języków, w tym na język polski.